# Canyondam
Canyondam es un lugar designado por el censo (en inglés, census-designated place, CDP) situado en el condado de Plumas, California, Estados Unidos. Según el censo de 2020, en ese momento tenía una población de 30 habitantes.
En agosto de 2021 la comunidad fue destruida por un incendio que arrasó la zona.

## Geografía
La localidad está ubicada en las coordenadas 40°10′12″N 121°04′37″O / 40.17000, -121.07694 (40.169867, -121.076986). Según la Oficina del Censo, tiene una superficie de 1.99 km², correspondientes en su totalidad a tierra firme.

## Demografía
Según la estimación 2018-2022 de la Oficina del Censo, no hay personas por debajo de la línea de pobreza viviendo en la localidad.